# Kim Naidzinavicius
Kim Naidzinavicius (în lituaniană Kim Naidzinavičius; n. 6 aprilie 1991, Gelnhausen, Hessa, Germania) este o handbalistă germană care joacă pe postul de centru pentru SG BBM Bietigheim și echipa națională a Germaniei.

## Palmares
- Campionatul Germaniei:
  - Câștigătoare: 2017, 2019, 2022

- Cupa Germaniei:
  - Câștigătoare: 2021, 2022

- Cupa EHF:
  - Câștigătoare: 2022